# Globe de cristal (IBSF)
Pour les articles homonymes, voir Globe de cristal.
Le globe de cristal est une distinction sportive décernée en bobsleigh et skeleton aux vainqueurs du classement général. Le trophée est remis après l'ultime épreuve de la saison, puisque ces récompenses sont offertes aux sportifs qui ont accumulé le plus de points course après course et terminent donc en tête des classements ainsi établis. Il arrive cependant qu'un athlète particulièrement dominateur dans sa discipline soit assuré de remporter le trophée bien avant la fin de la saison.

## Records

### Bobsleigh
Record de titres en bob à 2 hommes  :  Pierre Lueders avec 6 gros globes de cristal. 

Record de titres en bob à 4 hommes  :  Aleksandr Zubkov et  Francesco Friedrich avec 5 gros globes de cristal. 

Record de titres en bob à 2 femmes  :  Sandra Kiriasis avec 8 gros globes de cristal.

### Skeleton
Record de titres hommes  :  Martins Dukurs avec 11 gros globes de cristal. 

Record de titres femmes  :  Jacqueline Lölling et  Alex Coomber avec 3 gros globes de cristal chacune.